# تنشؤ خارجي
التنشؤ الخارجي أو التغيير الخارجي أو عامل خارجي كلمة ذات مفاهيم عديدة في مختلف المجالات.
- في النموذج الاقتصادي، التغيير الخارجي هو الذي يأتي من خارج النموذج وغير مبرر من قبل النموذج.
- في الانحدار الخطي، هو متغير خارجي مستقل عن مصطلح الخطأ العشوائي في النموذج الخطي.
- في علم الأحياء، نقيض التنشؤ الداخلي، مثاله حقن السائل في المريض عن طريق الوريد الذي يعزز الرؤية من الأمراض، مثل الورم. العامل الخارجي هو أي مادة موجودة ونشطة في كائن حي أو خلية حية، ولكنها نشأت خارج هذا الكائن الحي، بدلاً من عامل داخلي.
- في الطب، تشمل العوامل الخارجية كل من مسببات الأمراض والعلاجات. من أمثلتها الحمض النووي والمواد المسرطنة هي عوامل خارجية.
- في الجغرافيا، عمليات وتفاعلات تقع على أو بالقرب من سطح الأرض وتساهم في تكوين التضاريس والشكل الظاهر للقشرة الأرضية، مثل التعرية، والتآكل، والترسبات.

في علم النفس، هي الاهتمام والمحفزات الخارجية. ومن الأمثلة على ذلك الانتباه إلى ضوء وامض في محيط الرؤية.